# Ruppin

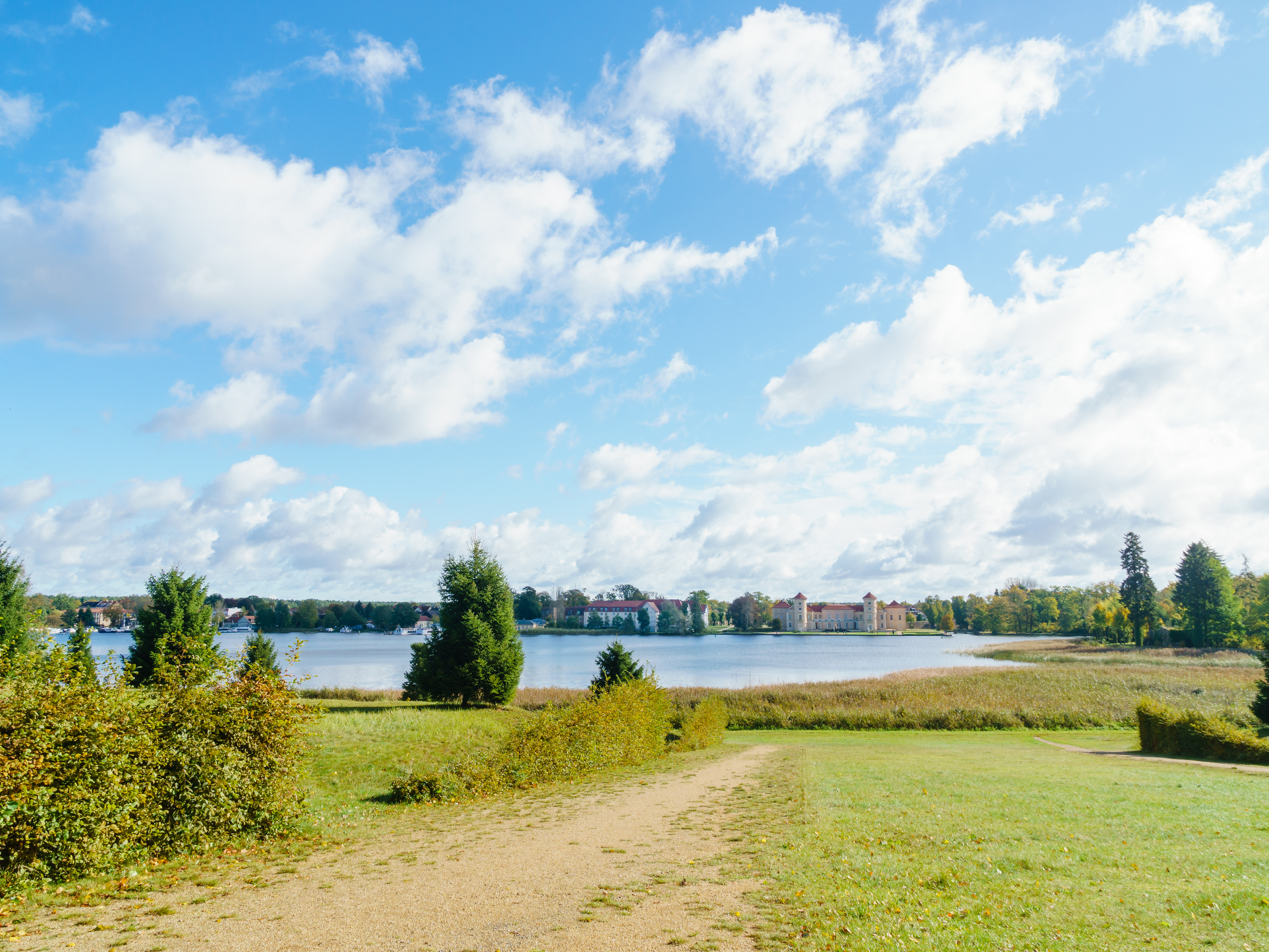
Vue sur le lac de Grienerick vers le château de Rheinsberg.

Le pays de Ruppin (en allemand : Ruppiner Land) est une région historique dans la partie nord-ouest du Land de Brandebourg, formé par le triangle des villes de Neuruppin, de Rheinsberg et de Gransee, correspondant au territoire de l'ancienne seigneurie de Ruppin, un fief au sein de la marche de Brandebourg.

## Géographie

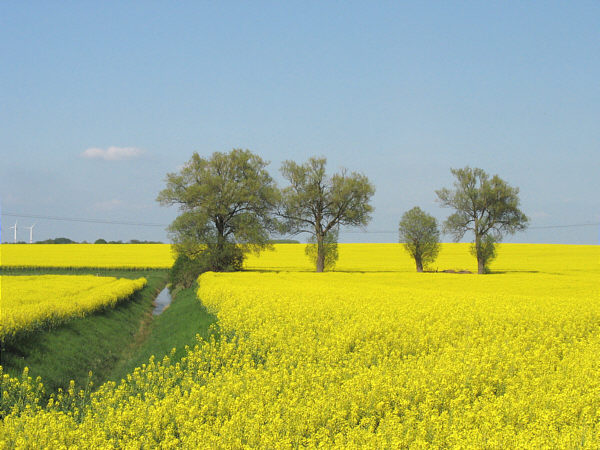
Des champs de colza du plateau de Gransee.

La majeure partie de la région fait partie de l'arrondissement de Prignitz-de-l'Est-Ruppin, la partie orientale s'étend à l'arrondissement de Haute-Havel. Elle est bornée par le plateau des lacs mecklembourgeois au nord ainsi que par l'Uckermark, le plateau de Barnim et la lande de Schorfheide au-delà de la rivière Havel à l'est. Elle jouxte sur les rives de la rivière Rhin au sud le pays de la Havel et à l'ouest la vallée de la Dosse et le territoire de la Prignitz.
Le lieu central est la ville de Neuruppin, parmi les autres villes figurent Alt Ruppin, Gransee, Lindow, Neustadt, Rheinsberg et Wusterhausen/Dosse. Le reste du pays est constitué pour l'essentiel par les nombreux lacs autour de Rheinsberg au nord et le plateau de Gransee au nord-est, par les bois de la lande de Rüthnick au sud-est et les dépressions marécageuses du Rhin au sud. Il comprend également le plateau de Ruppin au sud-ouest et les paysages pittoresques de la « Suisse Ruppinoise » au nord-est.
Le pays est un ancien plateau glaciaire couvert de forêts et de prairies, ponctué de multiples lacs. La réserve de Stechlin-Ruppiner est un parc naturel. Dans les bourgs et villages, l'activité agricole domine. Dans les villages, on parle encore une variété de plattdeutsch, le bas allemand oriental.

## Hydrographie
Le pays de Ruppin est arrosé par le Rhin brandebourgeois, qui s'écoule du nord vers le sud, puis d'est en ouest. La dépression marécageuse qu'il crée dans son cours méridional marque la frontière avec le bassin de la Havel et avec la vallée de la Dosse. Les plus grands lacs sont le lac de Ruppin au centre, le lac de Rheinsberg au nord-est, le lac de Gudelack et de lac de Huwenow à l'est.

## Dessertes

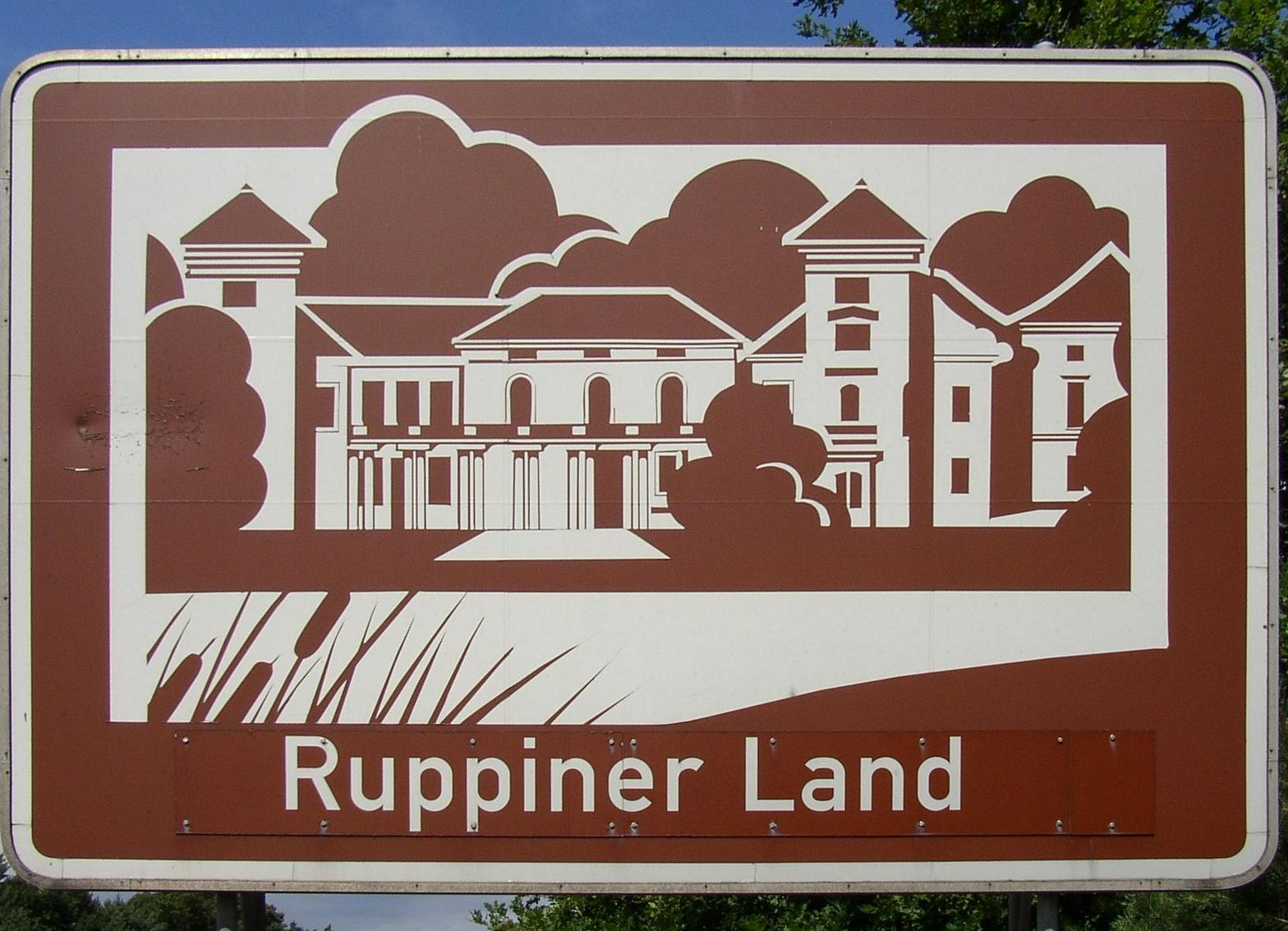
Panneau touristique de l’A 24

L'autoroute A 24 Berlin – Hambourg/Rostock traverse de part en part le pays. La B 96 tangente la région par l'est et la B 167, qui court d'est en ouest, dessert Neuruppin. La région est desservie par les lignes ferroviaires Herzberg (Mark)–Rheinsberg, Preußische Nordbahn (Oranienbourg–Fürstenberg/Havel), Kremmen–Wittstock et la Ruppiner Kreisbahn de Neustadt (Dosse) à Herzberg (Mark). Fehrbellin possède un aérodrome.

## Villes
L'habitat est très dispersé, les deux seules villes étant Neuruppin et Oranienbourg. Parmi les gros bourgs, citons Fürstenberg/Havel, Lindow, Rheinsberg et Gransee.

## Histoire
La bataille de Fehrbellin s'est déroulée en 1675 dans ce secteur.

## Voir également
- Lac Roofen
- Site internet de la région
- Portail de cette région

## Source
- (de) Cet article est partiellement ou en totalité issu de l’article de Wikipédia en allemand intitulé « Ruppiner Land » (voir la liste des auteurs).